# Проктор (лунный кратер)
Ударный кратер Проктор (англ. Proctor), не путать с кратером Проктор на Марсе, находится в южном полушарии видимой стороны Луны. Название присвоено в честь американского астронома Мэри Проктор (1862—1957) и утверждено Международным астрономическим союзом в 1935 году.

## Описание кратера

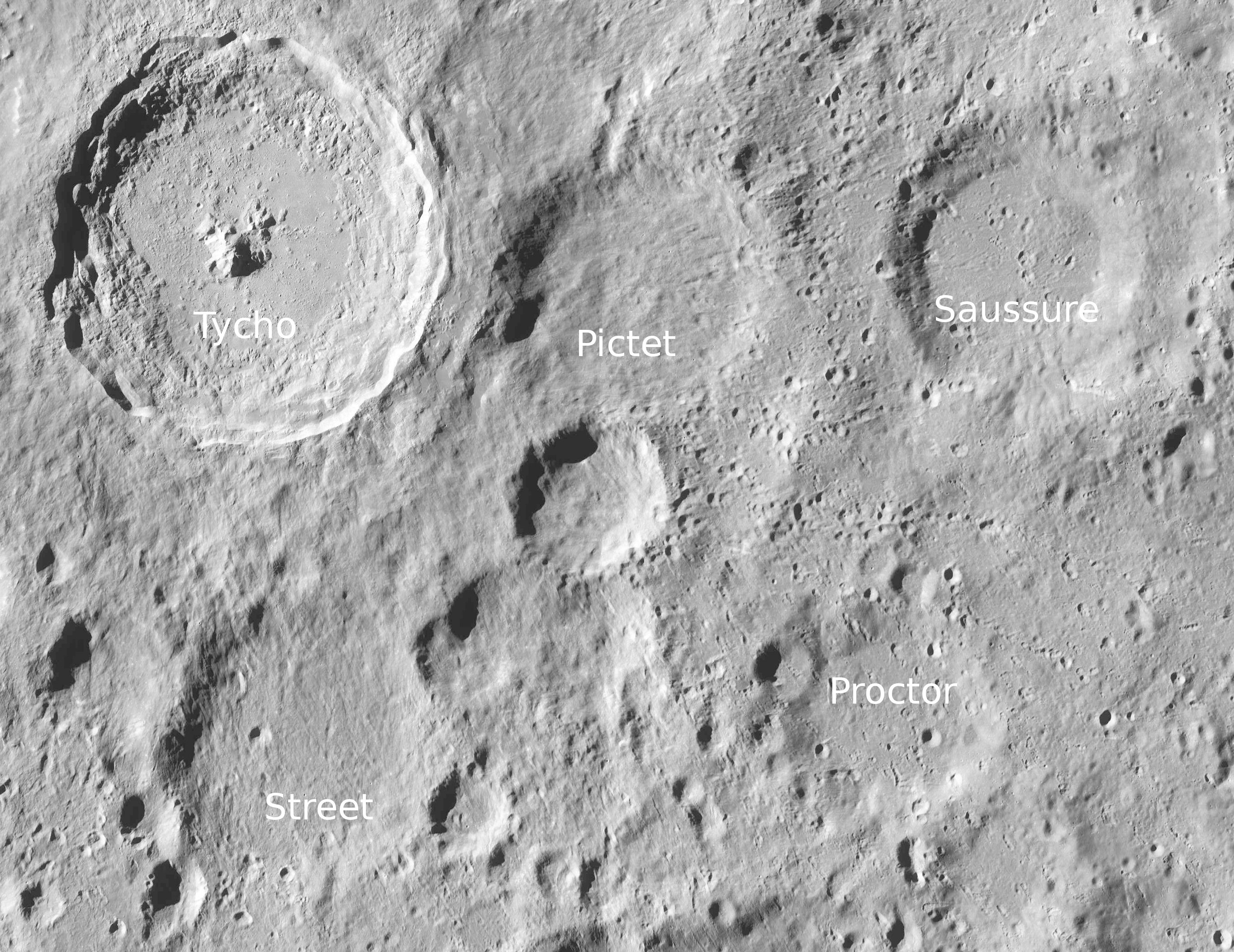
Окрестности кратера Проктор. Снимок зонда Lunar Reconnaissance Orbiter

Ближайшими соседями кратера являются кратер Стрит на западе; кратер Тихо на северо-западе; кратеры Пикте и Соссюр на севере; кратер Лицет на востоке и кратер Маджини на юге. Селенографические координаты центра кратера 46°26′ ю. ш. 5°02′ з. д. / 46,43° ю. ш. 5,04° з. д., диаметр 47,6 км, глубина 1980 м.
Кратер Проктор имеет полигональную форму и значительно разрушен. Вал сглажен и практически по всему периметру перекрыт небольшими кратерами. Дно чаши пересечённое, отмечено множеством мелких кратеров.

## Сателлитные кратеры

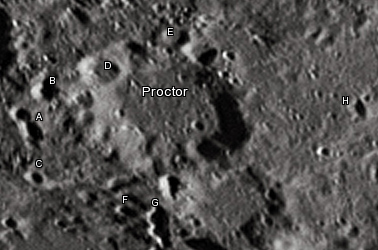
Снимок Девида Кемпбелла

| Проктор | Координаты                                          | Диаметр, км |
| ------- | --------------------------------------------------- | ----------- |
| A       | 47°03′ ю. ш. 6°47′ з. д. / 47,05° ю. ш. 6,79° з. д. | 7,4         |
| B       | 46°32′ ю. ш. 6°44′ з. д. / 46,54° ю. ш. 6,73° з. д. | 7,0         |
| C       | 47°37′ ю. ш. 6°39′ з. д. / 47,61° ю. ш. 6,65° з. д. | 5,3         |
| D       | 46°06′ ю. ш. 6°04′ з. д. / 46,1° ю. ш. 6,06° з. д.  | 11,7        |
| E       | 45°25′ ю. ш. 5°10′ з. д. / 45,42° ю. ш. 5,16° з. д. | 7,7         |
| F       | 47°50′ ю. ш. 5°20′ з. д. / 47,83° ю. ш. 5,34° з. д. | 5,9         |
| G       | 47°46′ ю. ш. 4°54′ з. д. / 47,77° ю. ш. 4,9° з. д.  | 7,1         |
| H       | 45°45′ ю. ш. 2°38′ з. д. / 45,75° ю. ш. 2,64° з. д. | 5,7         |